# Gabriele Kämper
Gabriele Kämper (* 30. März 1960 in Kapstadt) ist eine deutsche Literaturwissenschaftlerin und Leiterin der Geschäftsstelle Gleichstellung des Senats von Berlin.

## Leben
Kämper studierte Lateinamerikanistik, Germanistik und Philosophie an der Freien Universität Berlin und an der Universidad Complutense in Madrid. 1988 erhielt sie den Magister artium an der FU Berlin in den Fächern Lateinamerikanistik und Deutsche Literatur der Neuzeit mit einer Arbeit über den Roman Paradiso des kubanischen Autors José Lezama Lima. 2003 wurde sie an der Technischen Universität Berlin mit einer Dissertation zum Thema Geschlecht in der Rhetorik der Neuen intellektuellen Rechten zum Dr. phil. promoviert.
Beim Senat des Landes Berlin war Kämper seit 1989 zunächst frauenpolitische Pressesprecherin und ab 1991 Referentin für frauenpolitische Öffentlichkeitsarbeit. Seit 2008 leitet sie die Geschäftsstelle Gleichstellung und ist verantwortlich für die Koordinierung und Unterstützung der Gleichstellungsprozesse in allen Verwaltungsstellen des Landes Berlin. In diesen Funktionen hat sie mehrere Publikationen herausgegeben, darunter Materialien zum Frauenhandel (1999), den Tagungsband Regenbogenfamilien – Wenn Eltern lesbisch, schwul, bi- oder transsexuell sind (2001), in dem sie vertritt, dass diese Form der Familienführung die Gesellschaft bereichern könne, und das Buch Spreeperlen. Berlin – Stadt der Frauen (2012). Sie hat für das Land Berlin unter anderem das Gleichstellungspolitische Rahmenprogramm und die Kampagne Gleichstellung weiterdenken entwickelt.
In ihren literaturwissenschaftlichen Publikationen beschäftigte sich Kämper mit den Themen Rhetorik als Geschlechterdiskurs, intellektuelle Neue Rechte und deren Vordenker der Konservativen Revolution, vor allem Ernst Jünger, und die Neuverortung des Nationalen in der deutschen Literatur nach der Deutschen Wiedervereinigung.
Im Jahr 1998 veröffentlichte sie einen Aufsatz, in dem sie die Nachrufe auf Ernst Jünger untersuchte. Von einer Ausnahme abgesehen, waren diese von Männern verfasst worden. In ihrer Analyse ging sie von dem Umstand aus, dass sich die männlichen Autoren über unterschiedliche politische Lager und Generationen hinweg von Jüngers Werk wie von seiner Person fasziniert zeigten. Als Zentrum dieser Faszination arbeitete Kämper ein spezifisches Männlichkeitskonstrukt heraus, das sie als Kult der Kälte beschrieb.
Für den Titel ihrer Dissertation wählte Kämper ein Zitat aus Jüngers Essay von 1922 Der Kampf als inneres Erlebnis, in dem Jünger den Krieg als mythisches Naturereignis verklärte: Dem Phallus schimmernde Tempel errichten …. Unter dem Titel Die männliche Nation erschien ihre Arbeit 2005 als Buch. Kämper analysierte darin den 1994 von Heimo Schwilk und Ulrich Schacht herausgegebenen Sammelband Die selbstbewusste Nation als Manifest einer sich seit der Wende in Deutschland neu formierenden intellektuellen Rechten, eine Publikation, die nach Barbara Sichtermann die Absicht verfolgte „Deutschland aus der Büßerhaltung – zwei Weltkriege angezettelt, Auschwitz zu verantworten – herauszuhelfen.“ Die Texte der Autoren untersuchte Kämper nach Bildern und Metaphern jenseits der eigentlichen Aussagen und griff dabei auf die Analysen der Phantasien soldatischer Männer zurück, wie sie der Kulturwissenschaftler Klaus Theweleit in seinem Buch Männerphantasien herausgearbeitet hatte. Der Kultursoziologe Thomas Kleinspehn zog in seiner Rezension für den Deutschlandfunk das Fazit: „Nach der Lektüre dürfte es schwer fallen, die neo-konservative Idylle weiterhin mit Kuscheleinheiten zu überziehen und zu verharmlosen.“
In ihrem Aufsatz Journalismus und Wissenschaft im Dienst neurechter Politiken, der 2005 im Schweizer Medienheft erschien, zeigte Kämper auf „wie der geschlechterpolitische Diskurs einer selbstbewussten Männlichkeit mit der Rhetorik gesellschaftlicher Entsolidarisierung Hand in Hand geht.“
Gabriele Kämper gehört zum wissenschaftlichen Beirat der Fachzeitschrift Feministische Studien.

## Veröffentlichungen (Auswahl)
Selbständige Monografie
- Die männliche Nation. Politische Rhetorik der neuen intellektuellen Rechten (= Literatur, Kultur, Geschlecht, Große Reihe, Band 36). Böhlau Verlag, Köln u. a. 2005, ISBN 3-412-13805-3 (zugleich Dissertation, Technische Universität Berlin 2003).

Buchbeiträge
- Stille Post. Reformulierungen radikalisierter Männlichkeit in rechten Diskursen. In: Andreas Hechler, Olaf Stuve (Hrsg.): In: Geschlechterreflektierte Pädagogik gegen Rechts, Budrich Verlag, Opladen u. a. 2015, ISBN 978-3-8474-0695-2, S. 240–263
- Einleitung: Imaginationen, Rhetorik, Bilder der Macht: Nationale Diskurse und die Rede vom Geschlecht. In: Sabine Berghahn, Frieder Otto Wolf (Hrsg.): Rechtsstaat statt Revolution, Verrechtlichung statt Demokratie? (= Teil 1: Die historischen Voraussetzungen). Verlag Westfälisches Dampfboot, Münster 2010, ISBN 978-3-89691-672-3, S. 255–270.
- Der Gender Appeal – Rhetoriken kollektiver Selbstermächtigung in nationalen Diskursen. In:  Carola Sachse, Edgar Wolfrum, Regina Fritz (Hrsg.): Nationen und ihre Selbstbilder. Postdiktatorische Gesellschaften in Europa (= Diktaturen und ihre Überwindung im 20. und 21. Jahrhundert, Band 1). Wallstein Verlag, Göttingen 2009, ISBN 978-3-8353-0212-9, S. 342–362 (Rezension von Kerstin von Lingen bei H-Soz-u-Kult).
- mit Carola Sachse: Wer wird Professorin? Eine Spielanleitung zur Orientierung zwischen telegener Bildungsrenaissance und der Verschrottung von Bildungsressourcen. In: Barbara Duden u. a. (Hrsg.): Geschichte in Geschichten. Ein historisches Lesebuch. Campus-Verlag, Frankfurt am Main u. a. 2003, ISBN 3-593-37252-5, S. 43–51.

Herausgeberin und Autorin
- Spreeperlen: Berlin – Stadt der Frauen. Edition Ebersbach, Berlin 2012. ISBN 978-3-86915-046-8.
- Feministische Studien. Zeitschrift für interdisziplinäre Frauen- und Geschlechterforschung, Heft 2/November 2009 zum Thema Gebrochene Utopien, mit Regine Othmer und Carola Sachse, Lucius & Lucius, Stuttgart, ISSN 0723-5186.
- WerkstattGeschichte, Jg. 13, Heft 37, 2004, mit dem Schwerpunktthema Rhetorik, mit Ulrike Gleixner, Klartext Verlag, Essen, ISSN 0942-704X.

Artikel
- Vom Verschwinden der feministischen Theorie mit ihrem Gegenstand, in: Feministische Studien Heft 1/2013 (zum 30-jährigen Bestehen).[18]
- Das Schweigen der Musen, in: Zeitschrift für Ideengeschichte Heft IV/3 Herbst 2010, S. 34–46.
- Utopien radikalisierter Männlichkeit. Weißer Terror in Uwe Tellkamps Der Eisvogel, Feministische Studien Heft 2/November 2009.
- Sexwork. Kunst Mythos Realität – eine Ausstellung. Wortschöpfung und Wertschöpfung. Vom Wert der Arbeit und Arbeit als Wert einer globalisierten Sex-Dienstleistungsgesellschaft, in: Feministische Studien 1/2007, S. 105–117.
- Von der Selbstbewussten Nation zum nationalen Selbstbewusstsein. In: WerkstattGeschichte, Jg. 13, Heft 37, 2004, S. 64–79 (pdf).
- »Kult der Kälte«: Figurationen von Faszination und Männlichkeit im Rückblick auf Ernst Jünger. Ein Nachruf auf die Nachrufe, in: Feministische Studien 2/2000, S. 20–34.
- „Neue Rechte“ und Geschlecht, in: Informations- und Dokumentationsstelle gegen Gewalt, Rechtsextremismus und Ausländerfeindlichkeit in Nordrhein-Westfalen (Hg.): „Neue Rechte“. Was steckt dahinter? Materialien zum Rechtsextremismus Bd. 1, Düsseldorf 1998, 2. Aufl. 2000 (pdf).
- Kennt Erinnern nur ein Geschlecht? Bericht von der internationalen Konferenz Memory and the Second World War in International Comparative Perspectives (mit Ulrike Gleixner), Amsterdam im April 1995, in: WerkstattGeschichte, Jg. 5, Heft 13, 1996, S. 101–103. (pdf).
- Facetten und Widersprüche. Das Ende des Krieges im Erleben von Frauen (mit Carola Sachse), Ein Bericht über die Tagung „Die unvollendete Vergangenheit – Täterschaft, Verfolgung und Überleben von Frauen im Nationalsozialismus und bei Kriegsende“ in Berlin im Mai 1995, in: Feministische Studien, Heft 2/1995.